# Lyneborgia ammodyta
Lyneborgia ammodyta är en tvåvingeart som beskrevs av Irwin 1973. Lyneborgia ammodyta ingår i släktet Lyneborgia och familjen stilettflugor. Inga underarter finns listade i Catalogue of Life.